# Рю (школа)

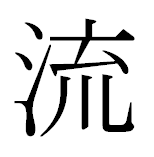
Кандзи «рю»

Рю (яп. 流 рю: слушатьо файле) — японский термин, обозначающий течение либо стиль в какой-либо области искусства или религии. В западных языках чаще употребляется по отношению к боевым искусствам. В рамках одной школы будзюцу до эпохи Эдо обычно изучалось несколько видов боевых искусств. Позднее появились школы, посвящённые лишь одному виду будо.

## Видыбу-дзюцу
Обязательные виды (имелись во всех школах):
- тайдзюцу — искусство владения телом (в некоторых школах это означало просто фехтовальные передвижения, в других то же самое, что и дзю-дзюцу)
- кэндзюцу — фехтование на мечах

Престижные виды (имелись не во всех школах, но иметь их считалось престижным):
- кюдзюцу — стрельба из лука
- бадзюцу — езда на коне

Важные виды (имелись не во всех школах, но иметь их считалось полезным):
- иайдзюцу — техника ношения меча и ножен, а также его подвид Баттодзюцу — техника мгновенного обнажения меча с ударом.
- дзюдзюцу — борьба без оружия

Виды, связанные с фехтованием:
- содзюцу или яридзюцу — фехтование на копьях
- нагинатадзюцу — фехтование на глефах (иногда нагината переводят как «алебарда»)
- танто-дзюцу — фехтование на тесаках (иногда танто переводят как «нож»)
- бодзюцу — фехтование на шестах
- дзёдзюцу — фехтование на дубинках
- тэцубодзюцу — фехтование на дубинках окованных железом
- кусаридзюцу — фехтование на цепях
- сасумата-дзюцу — фехтование на рогатинах
- содэгарами-дзюцу — фехтование на баграх

Экзотические виды:
- суйэйдзюцу — плавание
- ходзёдзюцу — связывание
- ядомэдзюцу — отбивание и перехватывание стрел
- баттодзюцу — альтернативное выхватывание оружия первым (создано в эпоху Эдо)
- ходзюцу — стрельба из огнестрельного оружия (этот раздел практически исчез в эпоху Эдо в связи с запретом на ношение и хранение огнестрельного оружия)
- сюрикэндзюцу — метание сюрикэнов

Виды, имевшиеся только в школах ниндзюцу:
- синобидзюцу — шпионаж
- сайминдзюцу — гипноз
- хэнсодзюцу — переодевание
- онсиндзюцу — маскировка
- интондзюцу — уход от погони

В эпохи Эдо и Мэйдзи многие из «дзюцу» (искусств) выделились как рю, посвящённые только одному «дзюцу» (а не нескольким сразу, как было до этого), превратились в «до» (буквально «пути»). Так, например, кэндзюцу, выделившись отдельно, превратилось в кэндо.

## Школы, не относящиеся к школам боевых искусств
- оэ-рю (яп. 御家流 о:эрю:) — школа каллиграфии, основанная на стиле гё: сё, популярном в эпоху Эдо;
- огасавара-рю (яп. 小笠原流 огасава-рю:) — школа этикета,
- согэцу-рю (яп. 草月流 со:гэцурю:) — школа аранжировки цветов.

## Самурайскиестили будо
- Тэнсин Сёдэн Катори Синто-рю
- Дайто-рю айки-дзюцу
- Араки-рю (когусоку)
- Асаяма Итидэн-рю (хэйхо)
- Дайто-рю (айкидзюдзюцу)
- Гёкко-рю (косидзюцу)
- Гикан-рю (косидзюцу)
- Хиго Ко-рю (нагинатадзюцу)
- Хокусин Итто-рю (кэндзюцу)
- Хонтай Ёсин-рю (jujutsu)
- Ходзоин-рю Такада-ха (содзюцу)
- Хёхо Нитэн Ити-рю (кэндзюцу)
- Иссин-рю (кусаригамадзюцу)
- Идзумо-рю (коппо-дзюцу)
- Кагэ-рю (баттодзюцу)
- Касима Синдэн Дзикисинкагэ-рю (кэндзюцу)
- Касима Синто-рю (кэндзюцу)
- Катаяма Хоки-рю (иайдзюцу)
- Когэн Итто-рю (кэндзюцу)
- Кото рю (копподзюцу)
- Курама-рю (кэндзюцу)
- Кукисиндэн-рю (хаппо-хикэн-дзюцу)
- Кукисин-рю (хаппо-хикэн-дзюцу)
- Манива Нэн-рю (кэндзюцу)
- Мидзогути-ха Итто-рю (кэндзюцу)
- Мугай-рю (иайдзюцу)
- Мусо Дзикидэн Эйсин-рю (иайдзюцу)
- Мусо Синдэн-рю (иайдзюцу)
- Оно-ха Итто-рю (кэндзюцу)
- Овари Кан-рю (содзюцу)
- Сэкигути Синсин-рю (дзюдзюцу)
- Сингёто-рю (кэндзюцу)
- Синдэн Фудо-рю (хаппо-хикен-дзюцу)
- Симмусо Хаясидзаки-рю (баттодзюцу)
- Синто Мусо-рю (дзёдзюцу)
- Сёдзицу Кэнри Катаити-рю (баттодзюцу)
- Сосуйсицу-рю (дзюдзюцу)
- Суйо-рю (кэндзюцу)
- Такэноути-рю (дзюдзюцу)
- Тамия-рю (иайдзюцу)
- Тацуми-рю (хэйхо)
- Тэндо-рю (нагинатадзюцу)
- Тэндзин Синъё-рю (дзюдзюцу)
- Тэнсинсё-дэн Катори (Синто-рю хэйхо)
- Тода-ха Буко-рю (нагинатадзюцу)
- Тояма-рю (баттодзюцу)
- Утида-рю (тандзёдзюцу)
- Ягю Сэйго-рю (баттодзюцу)
- Ягю Синган-рю (тайдзюцу)
- Ягю Синкагэ-рю (хёхо)
- Ёсин-рю (нагинатадзюцу)
- Касима Син-рю
- Хонтай Такаги Ёсин-рю

## Школы ниндзюцу
- Ига-рю
- Кога-рю
- Тогакурэ-рю
- Кумогакурэ-рю
- Хакуун-рю
- Гёкусин-рю

## Общеизвестные стиликарате
- Госоку Рю
- Сётокан-рю
- Вадо-рю
- Сито-рю
- Годзю-рю
- Синдо Рю
- Кёкусинкай